# Старша мова
Старша мова (пол. Starsza mowa) — вигадана мова, що має рунічну писемність, якою розмовляють у творах циклу про «Відьмака» польського письменника Анджея Сапковського, мова народу ельфів. Мова ґрунтується на існуючих англійській, французькій, валлійській, ірландській і латинській мовах.
Доробкою Старшої мови для серіалу від Netflix займався Девід Пітерсон.

## Різновиди
Існує п'ять діалектів Старшої мови:
- Класична Старша мова (Hen Llinge)
- Мова дріад з Брокілона
- Мова народу Вільх (Ellilon)
- Нільфгаардський діалект
- Скеллігський жаргон

Можна виділити кілька типів вимови:
- Класична
- «Співуча» (сирени та нереїди)

## Фонетика

### Голосні
| МФА | Опис                                           |
| --- | ---------------------------------------------- |
| /ɑ/ | неогублений відкритий звук заднього ряду       |
| /e/ | неогублений напівзакритий звук переднього ряду |
| /ɛ/ | неогублений переднього ряду                    |
| /i/ | неогублений переднього ряду                    |
| /ɔ/ | огублений заднього ряду                        |
| /ʊ/ | огублений заднього ряду                        |
| /ɨ/ | неогублений середнього ряду                    |

Редукування голосних в процесі «історичного» розвитку мови призвело до того, що в найслабшій позиції кількісна характеристика голосного звуку звелася до нуля. На письмі це виражається в заміні редукованого голосного апострофом. А у вимові діє наступне правило: два сусідні звуки, розділені апострофом, не можуть вступати у відношення асиміляції чи акомодації.
Наголос в Старшій мові рухливий, зазвичай падає на перший склад. Складні слова мають подвійний наголос: на перший склад у кожному слові.
Також наявність діакритичних знаків в деяких власних назвах з циклу про Відьмака дозволяє припустити існування в Старшій мові дифтонгів.

### Приголосні
Кінцеві дзвінкі приголосні ніколи не оглушуються.

## Писемність
Згідно з творами Сапковського, для запису Старшої мови використовуються руни, проте сам автор у книгах використовує латинку на англійський манір.
| Літера | Назва літери    | Літера | Назва літери       |
| ------ | --------------- | ------ | ------------------ |
| Aa     | ailm (в'яз)     | Nn     | nin (ясен)         |
| Bb     | beith (береза)  | Oo     | onn (дрік)         |
| Cc     | coll (ліщина)   | Pp     | pin (сосна)        |
| Dd     | dair (яблуня)   | Qq     | quifer (ялиця)     |
| Ee     | edad (осика)    | Rr     | ruis (бузина)      |
| Ff     | fern (вільха)   | Ss     | sail (верба)       |
| Gg     | gort (плющ)     | Tt     | tinne (гостролист) |
| Hh     | ahorn (клен)    | Uu     | ur (терен)         |
| Ii     | idad (тис)      | Vv     | vail (бук)         |
| Kk     | canell (дуб)    | Ww     | zefhar (ялина)     |
| Ll     | luis (ясен)     | Xx     | xit'ell (в'яз)     |
| Mm     | muin (виноград) | Yy     | iunni (ялівець)    |
|        |                 | Zz     | zedeis (липа)      |

## Морфологія

### Іменник
Для іменника в Старшій мові характерні рід, число, артикль та відмінок.

#### Роди
Кожен іменник належить до одного з трьох родів: чоловічого, жіночого і середнього. Іменники жіночого роду зазвичай закінчуються на -а, але існують винятки. У більшості випадків неможливо вказати, чим мотивована приналежність іменника до того чи іншого роду. Тільки в деяких випадках це визначається значенням іменника.
До чоловічого і жіночого роду належать практично всі назви живих істот, географічні назви і багатьох предметів. З них до жіночого можуть відноситися назви істот жіночої статі. Також до жіночого роду належить більша частина абстрактних понять.
До середнього роду належать назви речовин. Також традиційно до середнього роду належить слово dh'oine.

#### Число
Іменник може бути одній з двох форм: у однині чи у множині. Множина утворюється за допомогою закінчення 'n, якщо іменник закінчується на -e, та -en у інших випадках. Проте деякі іменники утворюють форму множини власними особливими способами — за допомогою суфіксів, інших закінчень, чергування голосних у корені тощо. Інколи форми множини й однини збігаються (наприклад: dh'oine, seidhe, carn). Іменники, що позначають предмети, які складаються з двох і більше частин, мають лише множину.

#### Артиклі
B Старшій мові є 2 визначених артиклі:
- Aen — для чоловічого і жіночого родів,
- En — для середнього роду.

Визначений артикль використовується для виділення якогось предмета серед подібних та в деяких власних назвах.
Артикль може вживатися і перед іншою частиною мови, коли вона субстантивована, тобто використана в реченні як іменник.

#### Відмінки
У Старшій мові існує чотири відмінки: загальний, знахідний, родовий і давальний.
| Назва відмінка | Приклад                             | Переклад                       | Пояснення |
| -------------- | ----------------------------------- | ------------------------------ | --- |
| Загальний      | En dh'oine evall as Xin'trea.       | Людина їде у Цинтру.           | Слово стоїть у загальному відмінку, якщо воно позначає активного учасника ситуації, а також якщо воно стоїть після прийменника (тобто прийменник фактично бере на себе функцію відмінків). |
| Знахідний      | Aen vatt'ghern fandiss a'teaghlach. | Відьмак шукає родину.          | Знахідний відмінок позначає об'єкт на який здійснюється вплив (за винятком ситуації із прийменниками). Позначається особливою формою означеного артикля у формі префікса a'.               |
| Родовий        | Veren aep Xin'trea aeminne a'or.    | Чоловіки Цинтри люблять золото | Родовий відмінок позначає приналежність. Позначається артиклем aep. |
| Давальний      | Sinn freagairt aef Emgyr.           | Ми відповідаємо Емґиру.        | Давальний відмінок позначає одержувача, адресата. Позначається артиклем aef. |

### Прикметник
Прикметники в Старшій мові не змінюються за числами та відмінками, проте мають рід, який узгоджується з іменником.
Прикметники утворюються від іменників за допомогою закінчень -ann та -anna для чоловічого та жіночого родів відповідно. Але є декілька прикметників, що мають інші закінчення, і їх рід ніяк граматично не визначається (так само, як і у іменників).
Вищий ступень порівняння прикметників утворюється шляхом додавання закінчення -at чи 't, якщо прикметник закінчується на голосний (наприклад, gleanna — gleanna't).
Найвищий ступень порівняння утворюється за допомогою слова den. Приклад: den fuarat — найхолодніший.
Також існує ще один ступень порівняння, який утворюється за допомогою конструкції зі словом caomh («настільки, так») та прийменником le («близько»). Приклад: Galarr caomh yrre le Toruviel — Ґаларр такий же злий, як і Торувієль.

### Прислівник
Прислівники за структурою бувають:
- Прості — можуть мати найрізноманітніші закінчення;
- Похідні — утворені за допомогою закінчення -st,-ist, від прикметників (іноді від іменників).

Ступені порівняння утворюються за допомогою часток nios (вища ступень) та is (найвища ступень).
Приклад: veloe — nios veloe — is veloe (швидко — швидше — найшвидше).

### Займенник
- Особові:

| Особа | Однина                   | Множина |
| ----- | ------------------------ | ------- |
| перша | me                       | sinn    |
| друга | te                       | siett   |
| третя | se («він») / si («вона») | siad    |

- Присвійні:

| Особа | Однина                 | Множина |
| ----- | ---------------------- | ------- |
| перша | mo                     | ar      |
| друга | do                     | dhaar   |
| третя | ei («його») / i («її») | iad     |

- Вказівні:
  - seo — цей (ця, це);
  - siud — той (та, те);
  - fein — сам

Після іменника з присвійним займенником, слово fein значить «власний».

### Числівник
- Кількісні:

| 1  | henn    | 11 | henn deag    | 30    | teiredh    |
| 2  | de      | 12 | de deag      | 40    | ceateiredh |
| 3  | teir    | 13 | teir deag    | 50    | cuedh      |
| 4  | ceateir | 14 | ceateir deag | 60    | seadh      |
| 5  | cueg    | 15 | cueg deag    | 70    | seahadt    |
| 6  | se      | 16 | se deag      | 80    | hoenadt    |
| 7  | seah    | 17 | seah deag    | 90    | naoadh     |
| 8  | hoen    | 18 | hoen deag    | 100   | cead       |
| 9  | naoi    | 19 | naoi deag    | 1 000 | mile       |
| 10 | deich   | 20 | deadh        |       |            |

Приклади:
- 21 — deadh a henn;
- 200 — de cead;
- 1999 — mile naoi cead naoadh a naoi.

### Прийменник
У Старшій мові існують наступні прийменники:
- ys — донизу;
- yn — на;
- vort — від;
- um — до;
- timp'eall — навколо;
- thar — через;
- roi'mh — перед;
- na — з;
- mid — серед;
- le — біля;
- inne — усередині;
- idir — поміж;
- i'ndiaidn — після;
- gan — без;
- fao — про;
- faoi — під;
- d'taobn — відносно;
- as — у, до;
- a — по;
- ach — але.

## Синтаксис
Для Старшої мови характерний жорсткий порядок слів. Підмет передує присудку, за присудком йде додаток. Положення обставини вільне. Означення дотичне до означуваного слова, тобто йде до або після нього. При розмовному стилі мовлення прямий порядок слів може порушуватися.
Заперечне речення утворюється з розповідно-стверджувального за допомогою частки ne:
En dh'oine evall a straede. → En dh'oine n'evall a straede.
Питальне речення утворюється за допомогою інтонації та питальних слів:
- Que — що,
- Qued — хто,
- Conas — як,
- Cad — де,
- Cathain — коли,
- тощо.